# Cephaloscyllium sarawakensis
Cephaloscyllium sarawakensis — акула з роду Cephaloscyllium родини Котячі акули. Інші назви «великоплямиста карликова головаста акула», «саравакська карликова головаста акула».

## Опис
Загальна довжина сягає 37,8 см. Голова коротка (20 % довжини усього тіла), помірно сплощена зверху, широко закруглена. Очі вузькі з мигальною перетинкою, овальні, горизонтальної форми, зіниці щілиноподібні. За очима розташовані невеликі бризкальця. Носові клапани короткі. Губні борозни відсутні. Рот широкий, зігнутий. Зуби дрібні, з багатьма верхівками, з яких центральна найвища. У неї 5 пар коротких зябрових щілин. Тулуб відносно стрункий, тонкий, циліндричний. Грудні плавці великі, широкі. Має 2 спинних плавця, з яких передній більше за задній. Передній починається від черевних плавців. Задній спинний плавець розташовано навпроти анального. Хвостовий плавець відносно короткий.
Забарвлення сіро-коричневе, черево дещо світліше. На спині та боках присутні широкі серпоподібні смуги й майже круглі темні плями уздовж бокової лінії тіла між грудними та черевними плавцями.

## Спосіб життя
Тримається на глибині 100—200 м, Полює біля дна, є бентофагом. Як захист від хижаків здатна ковтати воду або повітря й роздувати черево. Живиться дрібною костистою рибою, безхребетними, молоддю риб.
Це яйцекладна акула.

## Розповсюдження
Мешкає в акваторії Малайзії та Брунею.